# Alexandra Khokhlova
Pour les articles homonymes, voir Khokhlova.
Alexandra Khokhlova, née Alexandra Sergueïevna Botkina (en russe : Александра Сергеевна Хохлова) le 4 octobre 1897 à Berlin, dans l'Empire allemand et morte le 22 août 1985  à Moscou, est une actrice, réalisatrice et scénariste soviétique.

## Biographie
Alexandra Botkina est issue d'une famille de la noblesse. Elle est la petite-fille de Sergueï Botkine et la petite-fille de Pavel Tretiakov, le fondateur de la galerie Tretiakov de Moscou.
Elle décide de se lancer dans une carrière artistique et fait ses débuts au cinéma en 1916 dans des films où elle a de petits rôles. Elle a été brièvement mariée à l'acteur du théâtre d'art de Moscou de Moscou, Konstantin Khokhlov, qui deviendra directeur de théâtre. En 1919, elle participe à un atelier d'étude à l'Institut national de la cinématographie nouvellement fondé et devient inséparable de son directeur, Lev Koulechov avec qui elle se marie en 1923.
Elle est par après également scénariste et coréalisatrice puis est professeur agrégé à partir de 1939 à l'Institut national de la cinématographie. Elle est l'auteur de plusieurs livres et monographies sur le cinéma.
La plupart des films de Khokhlova ont eu un grand succès populaire, en raison d'une certaine forme d'excentricité de l'actrice, de sa vivacité inhabituelle et de l'expressivité des traits de son visage. Ses rôles les plus notables sont ceux de la comtesse dans Les Aventures extraordinaires de Mr West au pays des bolcheviks (1924) et celui de Dulcie dans Le Grand Consolateur (1933).
Alexandra Khokhlova est exécuteur littéraire de son mari, mort en 1970.
Décédée en 1985, elle est inhumée au cimetière de Novodevitchi à Moscou aux côtés de son mari et de son grand-père Pavel Tretiakov.
L'historienne du cinéma Ekaterina Khokhlova est sa petite-fille.

## Honneurs
En 1935, elle reçoit le titre d'Artiste du peuple de l'URSS.

## Filmographie partielle

### Comme actrice
- 1920 : Sur le front rouge de Lev Koulechov
- 1924 : Les Aventures extraordinaires de Mr West au pays des bolcheviks de Lev Koulechov : comtesse von Saks
- 1925 : Le Rayon de la mort de Lev Koulechov : la tireuse / la sœur Édith
- 1926 : Dura lex de Lev Koulechov : Edith
- 1933 : Le Grand Consolateur (Великий утешитель) de Lev Koulechov : Dulcite
- 1935 : La Fin d'une Invention sensationnelle / La Mort de la sensation (Guibel Sensatsii) d’Alexandre Andrievski. D'après R.U.R., de Karel Capek
- 1940 : Les Sibériens (Сибиряки) de Lev Koulechov : mère de Serioja

### Comme réalisatrice
- 1930 : Sacha (Саша)
- 1941 : Descente dans un volcan, coréalisatrice avec Lev Koulechov et Evgueni Schneider.
- 1943 : Nous venons de l'Oural, coréalisatrice avec Lev Koulechov

### Comme scénariste
- 1930 : Sacha (Саша)